# Bemlos gladius
Bemlos gladius is een vlokreeftensoort uit de familie van de Aoridae. De wetenschappelijke naam van de soort is voor het eerst geldig gepubliceerd in 2009 door Myers.